# Bătălia de la Dien Bien Phu

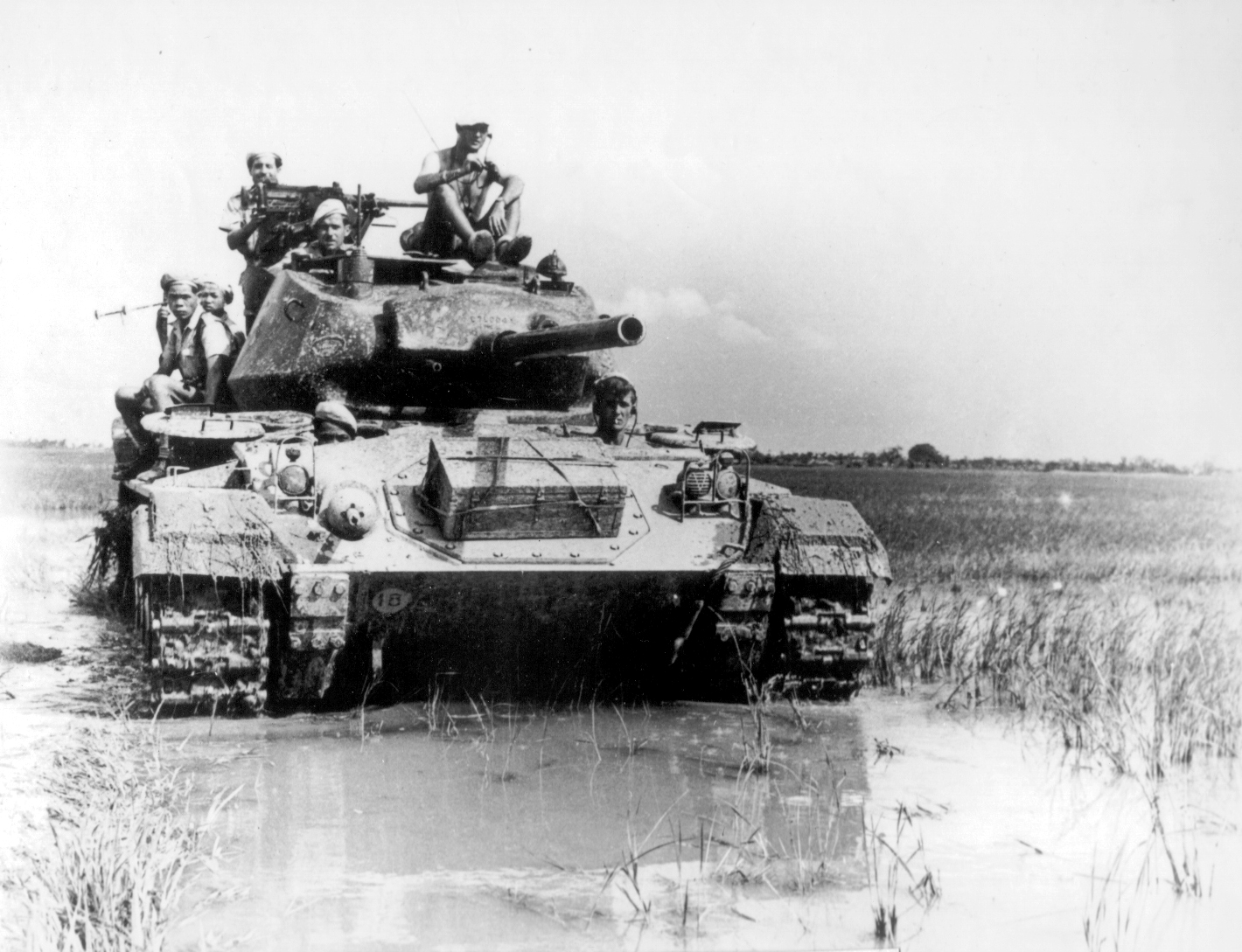
Unul din cele câteva tancuri franceze M24 Chaffee folosite în bătălie

Bătălia de la Điện Bien Phu a fost o confruntare din Primul Război din Indochina dintre Corpul Expediționar Francez din Orientul Îndepărtat și forțele vietnameze comuniste-naționaliste.
Ocupat de francezi în noiembrie 1953, acest orășel mărunt și zona din jurul lui în anul următor a devenit teatrul uneia dintre cele mai violente bătălii dintre corpul expediționar francez  compus din diverse unități franceze, trupe coloniale și autohtone sub comanda colonelului de Castries (înaintat la gradul de general în timpul bătăliei) și trupele vietnameze (Việt Minh) comandați de generalul Giáp.
Lupta a avut loc în perioada martie-mai 1954 și a culminat cu o înfrângerea zdrobitoare a forțelor franceze, înfrângere care a grăbit și a influențat negocierile viitoare de la Geneva cu privire la Indochina, acordurile fiind semnate în iulie 1954, care a instaurat împărțirea Vietnamului de-a lungul paralelei 17 .

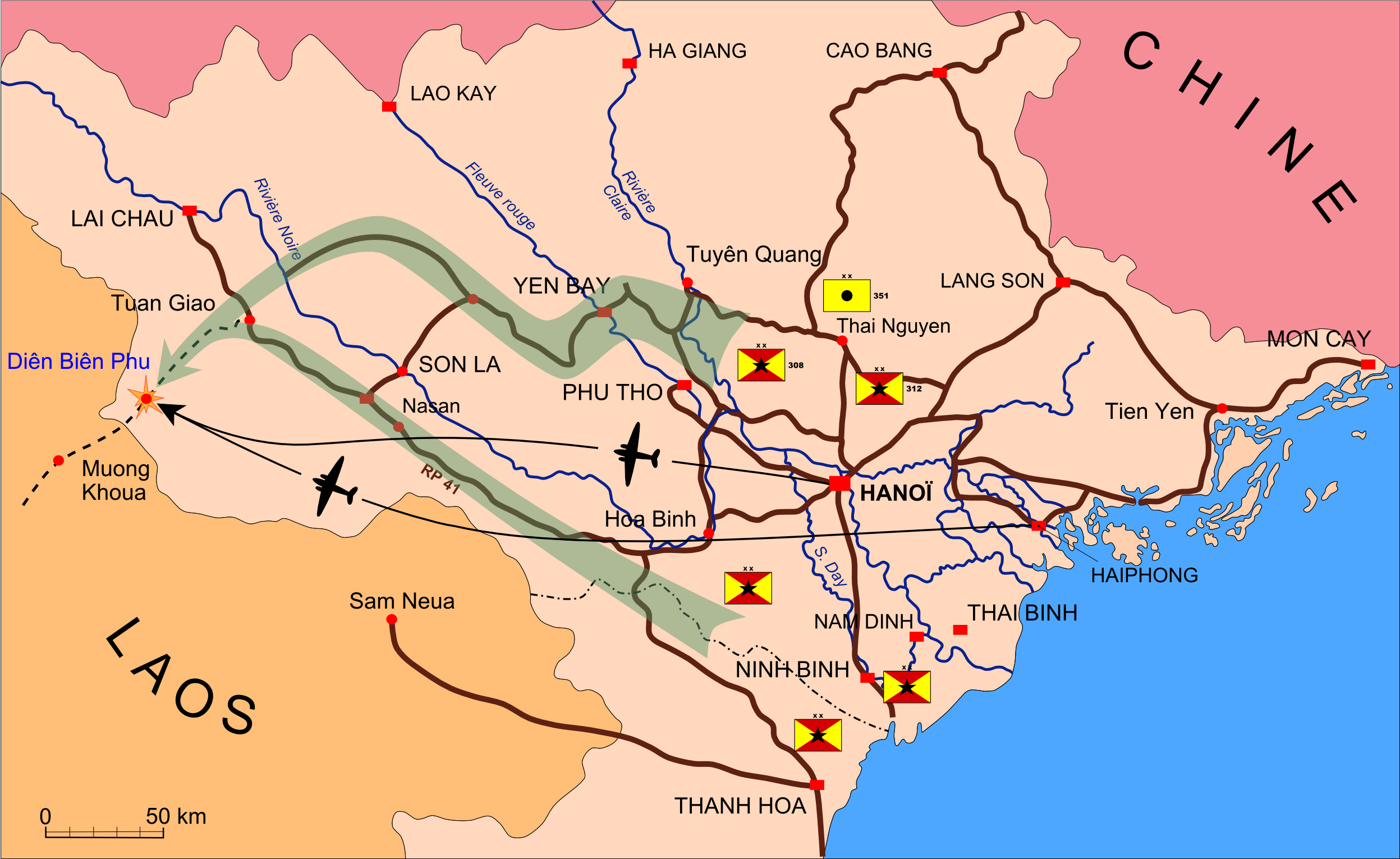
Harta zonei bătăliei

### Legături media
Newsreels (video)
- en  The News Magazine of the Screen (May 1954)
- en  U.S. Secretary of State John Foster Dulles on the fall of Dien Bien Phu (May 7th, 1954)
- en  Dien Bien Phu Episode From Ten Thousand Day War Documentary